# Análisis de la correlación canónica
El análisis de correlación canónica (canonical-correlation analysis o CCA en inglés) es un método de análisis multivariante desarrollado por Harold Hotelling. Su objetivo es buscar las relaciones que pueda haber entre dos grupos de variables y la validez de las mismas. Se diferencia del análisis de correlación múltiple en que este solo predice una variable dependiente a partir de múltiples independientes, mientras que la correlación canónica predice múltiples variables dependientes a partir de múltiples independientes. La correlación hipercanónica es una correlación lineal y, por tanto, solo busca relaciones lineales entre las variables. En este análisis, entonces, se crean combinaciones lineales de las variables originales, sobre la base de su estructura de correlación. Al diseñar el experimento hay que considerar el tamaño de la muestra ya que son necesarias un mínimo de observaciones por variable, para que el análisis pueda representar las correlaciones adecuadamente. 
Finalmente, hay que interpretar las cargas canónicas para determinar la importancia de cada variable en la función canónica. Las cargas canónicas reflejan la varianza que la variable observada comparte con el valor teórico canónico. El autovalor de cada eje indica la correlación multivariada entre las nuevas variables lineales creadas a partir del análisis.